# Gorst
| System                         | Oddział  | Piętro   | Wiek (mln lat) |
| ------------------------------ | -------- | -------- | -------------- |
| Dewon                          | Dolny    | lochkow  | młodsze        |
| Sylur                          | przydol  | przydol  | 423–419,2      |
| Sylur                          | ludlow   | ludford  | 425,6–423      |
| Sylur                          | ludlow   | gorst    | 427,4–425,6    |
| Sylur                          | wenlok   | homer    | 430,5–427,4    |
| Sylur                          | wenlok   | szejnwud | 433,4–430,5    |
| Sylur                          | landower | telicz   | 438,5–433,4    |
| Sylur                          | landower | aeron    | 440,8–438,5    |
| Sylur                          | landower | ruddan   | 443,8–440,8    |
| Ordowik                        | Późny    | hirnant  | starsze        |
| Podział według IUGS, luty 2017 |          |          |                |

Gorst (ang. Gorstian)
- w sensie geochronologicznym – pierwszy wiek ludlowu (młodszy sylur), trwający 1,8 miliona lat (od 427,4 ± 0,5 do 425,6 ± 0,9 mln lat temu).

- w sensie chronostratygraficznym – pierwsze piętro ludlowu, wyższe od homeru a niższe od ludfordu. Stratotyp dolnej granicy gorstu znajduje się w kamieniołomie Pitch Coppice koło miasta Ludlow (Shropshire, zachodnia Anglia). Dolna granica gorstu pokrywa się z zapisem silnej transgresji morskiej (przejście wapieni gruzłowych w argility), 3 cm poniżej pierwszego pojawienia się graptolita Saetograptus (Colonograptus) varians oraz 23 cm poniżej pierwszego pojawienia się graptolita Neodiversograptus nilssoni. Nazwa pochodzi od farmy Gorsty położonej 3 km na W od Ludlow.